# András Mészáros (Radsportler)
András Mészáros (* 12. April 1941 in Szentes) ist ein ehemaliger ungarischer Radrennfahrer.

## Sportliche Laufbahn
Mészáros war Teilnehmer der Olympischen Sommerspiele 1964 in Tokio. Beim Sieg von Mario Zanin im olympischen Straßenrennen belegte er den 35. Platz. Die ungarische Mannschaft mit László Mahó, János Juszkó und Ferenc Stámusz wurde 12. im Mannschaftszeitfahren. Bei den Olympischen Sommerspielen 1968 in Mexiko-Stadt wurde Ungarn mit András Takács, András Mészáros, Imre Géra und Tibor Magyar im Mannschaftszeitfahren als 17. klassiert.
Die Internationale Friedensfahrt bestritt er 1963, schied jedoch vorzeitig aus dem Rennen aus. 1963 gewann er die Tour de Hongrie. Er startete für den Verein Dezső Budapest.